# ララージ
ララージ（Laraaji、1943年 - ）は、ピアノ、ツィター、ムビラを専門とするアメリカ合衆国のマルチ楽器奏者である。

## 略歴
フィラデルフィアに生まれたエドワード・ラリー・ゴードンは、ニュージャージーでの少年期にヴァイオリン、ピアノ、トロンボーン、ボイスを学んだ。ワシントンD.C.にある歴史的に黒人の大学であったハワード大学に通い、作曲とピアノを学んだ。ハワードで学んだ後、スタンドアップ・コメディアンや俳優としてのキャリアを追い求めて、ニューヨークで時を過ごした。
1970年代初めから、東洋神秘主義を研究するようになり、その音楽と人生の新しい道の発見であると信じていた。また、地元の質屋から彼の最初のツィターを購入したのもこの頃のことだった。それを電子楽器に変えて、ピアノのような楽器を使って音楽の実験を始めた。1978年までに、公園やニューヨークの歩道でバスキング（大道芸）を始めるのに十分なスキルを身につけた。彼はワシントン・スクエア公園の北東の角を好み、目を閉じたまま何時間も即興で演奏した。
翌年、ワシントン・スクエア公園で演奏しているところを、ブライアン・イーノに「発見」された。その結果が、アルバム『アンビエント3 発光 (Ambient 3：Day of Radiance)』＝ブライアン・イーノのアンビエント・シリーズの第3弾という彼の最も広く知られたリリース作品となった。これがララージの名の下にリリースされた彼の最初のアルバムであった。
この世界的な露出によって、カセットテープで瞑想グループに提供していた作品のもっと長いバージョンが要求されることにつながった。また、ニューヨークのモンローにあるアナンダ・アシュラムの創設者であるスワミ・サッチダナンダやシュリ・ブラマナンダ・サラスヴァティなど、彼の神秘的な研究の拡大にもつながっていった。
ララージは、現在も世界中で行われている、笑いによる瞑想ワークショップを開始している。

## ディスコグラフィ
- Celestial Vibration (1978年、Swan)
- Lotus-Collage (1979年、Laraaji)
- 『アンビエント3 発光』 - Ambient 3: Day of Radiance (1980年、Editions EG) ※ブライアン・イーノ・プロデュース。旧邦題『デイ・オブ・レイディアンス』
- I Am Ocean (1981年、Celestial Vibration)
- Unicorns in Paradise (1981年、Laraaji)
- Rhythm N' Bliss (1982年、Third Ear)
- Om Namah Shivaya (1984年、Celestial Vibration)
- Sun Zither (1984年、Laraaji)
- 『ビジョン・ソングス 第一集』 - Vision Songs #1 (1984年、Laraaji)
- Open Sky (1985年、Celestial Vibration) ※with Brother Ah
- Live at WNYC (1985年、Laraaji)
- One – All Loving One (1985年、Laraaji)
- Celestial Realms (1986年、Spirit Music) ※with Lyghte a.k.a. Jonathan Goldman
- Once Upon a Zither (1986年、Laraaji)
- Essence/Universe (1987年、Jem)
- 『ミュージック・フォー・フィルムズIII』 - Music for Films III (1988年、Opal) ※Various Artists
- Zither Bliss (1987年、Laraaji)
- White Light Music (1987年、Laraaji)
- Urban Saint (1987年、Laraaji)
- Sol (1987年、Laraaji) ※with Mark Kramer
- Freeflow – I'm in Heaven (1980年代、Celestial Vibration)
- I Am Healing (1980年代、Celestial Vibration) ※with Shree Vena
- I Am Loved (1980年代、Laraaji)
- I Am Sky (1980年代、Laraaji)
- Bring Forth (Your Highest Vision) (1980年代、Laraaji)
- Selected New Music III (1991年、Clear Music) ※Various Artists
- 『ユニヴァース』 - Flow Goes the Universe (1992年、All Saints Records) ※マイケル・ブルック・プロデュース
- 『オートマティック』 - Automatic (1994年、Gyroscope) ※チャンネル・ライト・ヴェッセル名義
- The Way Out Is the Way In (1995年、All Saints Records) ※with audio active
- Islands (1995年、Sine) ※with ロジャー・イーノ
- 『エクセレント・スピリッツ』 - Excellent Spirits (1996年、All Saints Records) ※チャンネル・ライト・ヴェッセル名義
- Cascade (a.k.a. Enlighten) (1997年、Relaxation Co.)
- Divination/Sacrifice (1998年、Meta) ※with ビル・ラズウェル)
- Celestial Reiki (2000年、Etherean) ※with ジョナサン・ゴールドマン
- Shiva Shakti Groove (2000年、Collective)
- Celestial Zone (2002年、Laraaji)
- My Orangeness (2002年、VelNet)
- Celestial Reiki II (2002年、Etherean) ※with ジョナサン・ゴールドマン、サラ・ベンソン
- Water & Soft Zither (2004年、Laraaji)
- Laughter: The Best Medicine (2004年、Laraaji)
- Chakra Balancing Music (2004年、Laraaji)
- In a Celestial Water Garden (2005年、Laraaji)
- Sonic Sketches (2006年) ※with Nadi Burton
- Song of Indra (2006年) ※with Phil Gruber
- Ambient Zither in G Pentatonic (2007年、Laraaji)
- Mountain Creek Water (2007年、Laraaji)
- Sonic Portals (2008年、Laraaji)
- FRKWYS Vol. 8 (2011年) ※Blues Control & Laraaji名義
- Two Sides of Laraaji (2013年、Laraaji)
- Sun Gong (2017年、Laraaji)
- Bring On The Sun (2017年、Laraaji)
- Arrive Without Leaving (2018年、Flying Moonlight) ※with Arji OceAnanda & Dallas Acid